# 조민수 (고려)
조민수(曺敏修, 1324년 ~ 1391년 1월 27일(음력 1390년 12월 22일))는 고려 북계 순주부사 직책을 지낸 고려 말의 무신, 군인, 정치인으로, 본관은 창녕(昌寧)이다.
그는 이성계 등과 함께 공요군(攻遼軍)의 좌군도통사로 요동 정벌에 참여하였다.

## 생애
1361년(공민왕 10) 순주부사(順州府使)로 여러 장군들과 함께 홍건적의 침입을 물리치고 2등공신에 올랐다. 1362년 양광도도순문사(楊廣道都巡問使)를 거쳐 전리판서(典理判書)·동지밀직사사(同知密直司事) 등을 역임하였다.
1368년 명나라가 원나라의 수도인 연경(燕京)을 포위하자 좌상시(左常侍)로서 의정주등처안무사(義靜州等處安撫使)가 되어 명나라의 위협에 대비하였으며, 충근보리공신(忠勤輔理功臣)의 호를 받았다. 우왕초에 경상도도순문사로 왜구를 물리쳤고, 지문하부사(知門下府事)·서북면도체찰사에 올랐다.
1379년(우왕 5) 문하평리(門下評理), 1383년 문하시중(門下侍中)을 역임하고, 창성부원군(昌城府院君)에 봉군되었다. 다음해 밀직부사로서 전라도조전원수(全羅道助戰元帥)를 겸임, 1385년 판문하부사(判門下府事)로서 사은사(謝恩使)가 되어 명나라에 다녀왔다.
1388년 요동정벌군의 좌군도통사(左軍都統使)로 출정하였다가 이성계(李成桂)와 함께 위화도에서 회군하였다. 이인임(李仁任)의 아버지의 사촌 누이 소생 아들이 배극렴(裵克廉)과 조민수인데 조민수는 이인임이 자신을 천거해 준 은혜를 생각하여 이인임의 외종형제인 이임(李琳)의 딸인 근비(謹妃)의 아들되는 왕창(王昌)을 세우려고 마음먹었다. 장수들이 자기의 뜻을 어기고 왕씨를 세울까 우려해 당시 명망있는 유학자였던 한산군(韓山君) 이색(李穡)의 말을 끌어대보려고 은밀히 이색에게 물었다.
이색도 역시 창을 옹립하려고 당연히 전임 왕의 아들로 왕을 삼아야 한다고 응답했다. 이성계가 조민수에게, 회군 때 했던 말은 어떻게 되었는가하고 힐문하자 조민수가 갑작스레 얼굴빛이 변하며, 이색이 이미 원자를 세우기로 결정했으니 어찌 어길 수 있겠는가라고 변명하며 결국 창을 왕으로 옹립했다. 이렇게 우왕을 폐하고 창왕을 세우는 데 중요구실을 하여 충근양절선위동덕안사공신(忠勤亮節宣威同德安社功臣)에 양광전라경상서해교주도도통사(楊廣全羅慶尙西海交州道都統使)가 되었다.
1389년(창왕 1) 이성계 일파의 전제개혁을 반대하다가 조준(趙浚) 등의 탄핵으로 창녕에 유배되었다. 이해 창왕의 생일에 특사로 풀려나왔으나, 우왕의 혈통을 에워싼 논쟁으로 이성계 일파에 대항하다가 서인(庶人)으로 강등, 1390년(공양왕 2)에 다시 창녕으로 유배되어 그곳에서 죽었다.

## 조민수가 등장하는 작품
- 《추동궁 마마》(MBC, 1983년~1983년, 배우:박영태)
- 《용의 눈물》(KBS, 1996년~1998년, 배우:박종관)
- 《대풍수》(SBS, 2012년~2013년, 배우:이석준)
- 《정도전》(KBS, 2014년~2014년, 배우:김주영)
- 《육룡이 나르샤》(SBS, 2015년~2016년, 배우:최종환)
- 《태종 이방원》(KBS, 2021년~ 배우:박상조)

## 전기 자료
- 《고려사》 권126, 〈열전〉39, 조민수

## 관련 문화재
- 《창녕 창성부원군 조민수의 묘》 (경상남도 기념물 제282호)

## 같이 보기
| - 요동 정벌 - 이성계 - 최영 - 정몽주 - 정도전 - 이의 - 설장수 - 장하 | - 신돈 - 이인임 - 우왕 |

## 참고 문헌
- 고려사
- 고려사절요
- 동사강목